# Mainguy de Porhoët
Mainguy de Porhoët (mort vers 1085) est évêque de Vannes de 1060 jusqu'à sa mort

## Contexte
Mainguy (aussi orthographié Maengui) appartient à l’aristocratie bretonne. Il est le 2e fils de Josselin de Porhoët, vicomte de Rennes et seigneur de Porhoët, et le frère cadet d'Eudon Ier.
Son épiscopat est connu par sa participation à une série d'actes de donation. Avant le 21 mai 1060, au coté de Perrenès, abbé de Saint-Sauveur de Redon. En 1066, il est témoin de deux donations faites en faveur de Saint-Sauveur. Le 1er avril 1068, il assiste avec d'autres évêques au concile réuni à Bordeaux par le légat pontifical Étienne, qui doit juger un conflit entre les abbés de Saint-Aubin d'Angers et de la Trinité de Vendôme et qui en outre reconnaît les droits de l'abbaye de Marmoutiers sur le prieuré de Béré. En 1081, il donne à Benoît de Cornouaille, abbé de Sainte-Croix de Quimperlé et à ses moines les possessions de l'évêché à Rédené. Il meurt vers 1085, après avoir donné à son chapitre de chanoines la moitié de la paroisse de Saint-Paterne. Il a comme successeur son archidiacre Morvan.

## Sources
- (la) Jean-Barthélemy Hauréau, Gallia Christiana, vol. XIV Provincia Turonensi, Paris, Firmin-Didot, 1856, p. 923 Ecclesia Venentesis XXVII Maengius.
- Jean-Pierre Leguay (sous la direction de), Histoire de Vannes et de sa région, Privat, 320 p., « Chapitre III », p. 52-53 Evêques de Judicaël (991-1037) à Gauthier de Saint-Pern (27/09/1347-21/05/1359).
- « Les évêques de Vannes », Nantes, Revue de Bretagne et de Vendée (sous la direction d'Arthur de la Borderie), 1865 (1er semestre), p. 169-200